# Aldir Passarinho Junior
Aldir Guimarães Passarinho Junior ComMM (Rio de Janeiro, 19 de maio de 1952) é um jurista brasileiro, ministro aposentado do Superior Tribunal de Justiça.
É filho do ex-ministro do Supremo Tribunal Federal Aldir Passarinho.

## Carreira
Aldir Passarinho Junior formou-se em direito pela então Universidade do Estado da Guanabara. Atuou como advogado até 1989, quando se tornou juiz do Tribunal Regional Federal da 1ª Região (TRF-1) por meio do quinto constitucional.
Foi empossado como ministro do Superior Tribunal de Justiça em 28 de maio de 1998, em virtude de aposentadoria de José de Jesus Filho, nomeado pelo presidente Fernando Henrique Cardoso para vaga destinada a membro de Tribunal Regional Federal.
Admitido à Ordem do Mérito Militar em 1997 no grau de Cavaleiro especial por FHC, foi promovido em 1999 pelo mesmo ao grau de Comendador.
Ministro Substituto do Tribunal Superior Eleitoral desde abril de 2008, é efetivado em 13 de abril de 2010, em lugar de Felix Fischer, passando também a exercer o cargo de Corregedor-Geral Eleitoral em 20 de abril deste mesmo ano.
Aposentou-se em 18 de abril de 2011.